# Hrabia Brassey

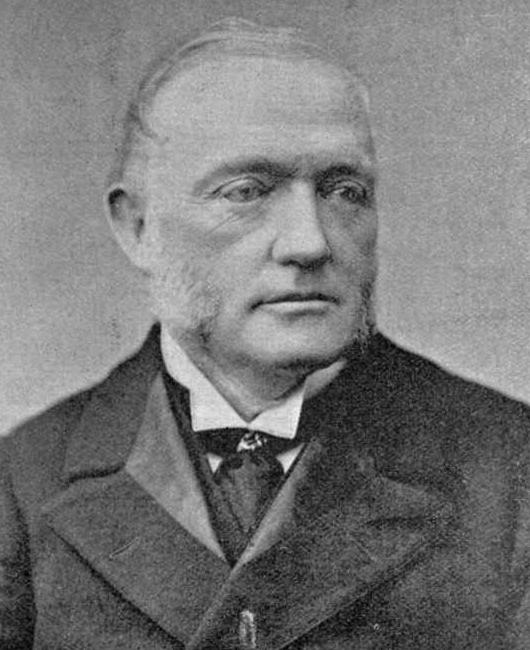
Thomas Brassey,1. hrabia Brassey

Hrabiowie Brassey 1. kreacji (parostwo Zjednoczonego Królestwa)
- Dodatkowe tytuły: wicehrabia Hythe, baron Brassey
- 1911–1918: Thomas Brassey, 1. hrabia Brassey
- 1918–1919: Thomas Allnutt Brassey, 2. hrabia Brassey